# 杉山神社 (横浜市南区南太田)

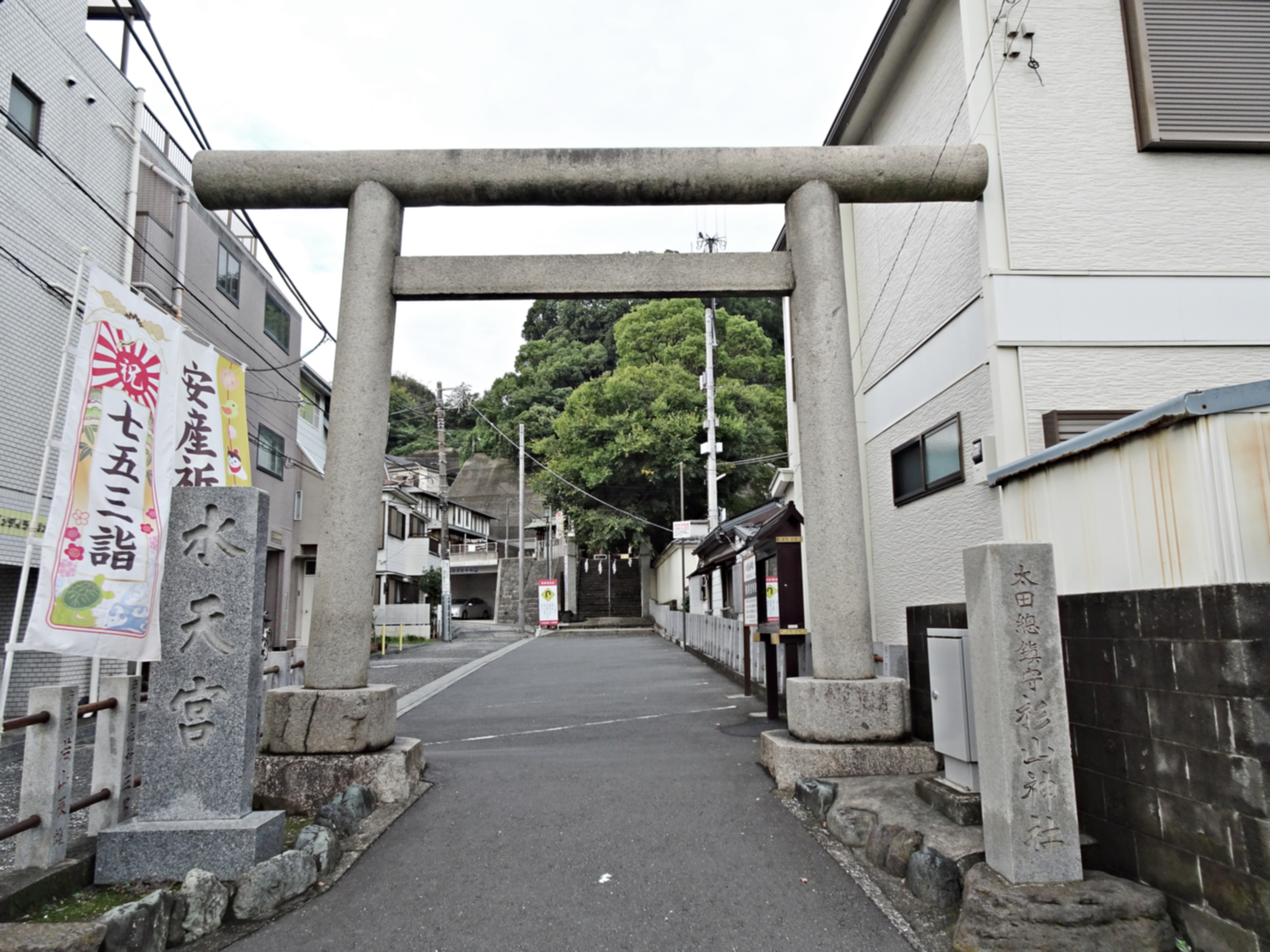
杉山神社の鳥居

杉山神社（すぎやまじんじゃ）は、神奈川県横浜市南区南太田にある神社。太田杉山神社（おおたすぎやまじんじゃ）、横濱水天宮（よこはますいてんぐう）とも呼称される。

## 概要
杉山神社の創建は不詳だが、1376年（永和2年）6月に益田大江助が社殿を再建したとする棟札が残っていたため、それ以前に遡る。杉山大明神として地域の崇敬を集め、寛永年間（1624年〜1644年）に大光寺が別当寺となる。1869年（明治2年）、社号を杉山神社と改め、1873年（明治6年）に村社に列格。
水天宮は貞享年間（1684年～1687年）の創建とされ、明治の初め、河野与七がこの地を開拓するにあたり旧体を発見し、社殿を建立して再興した。
どちらも1945年（昭和20年）5月29日の横浜大空襲により全焼、杉山神社は1958年（昭和33年）に再建するが、水天宮の方は境内地を進駐軍に接収されたため、河野与七の子孫の屋敷に仮社殿を造営し、杉山神社の神官により祭事を執り行う形になり、後の1998年（平成10年）に杉山神社に相殿神として合祀された。

## 祭神
杉山神社
- 日本武尊

横浜水天宮
- 天御中主神
- 安徳天皇
- 建礼門院
- 二位の尼